# خوان غونزاليس
خوان غونزاليس (بالإسبانية: Juanjo González) (9 أكتوبر 1973 خيخون إسبانيا - ) هو لاعب كرة قدم إسباني يلعب كحارس مرمى.